# 惠須取郡
惠須取郡（日语：〔〕／ Esutoru gun */?）是日本統治下的樺太廳的一個已不存在的郡，現在名為烏格列戈爾斯克。
郡名來自於阿伊努語的「e-si-turi」（伸長的地方）或「etu-ut-or」（海岬旁邊）。
轄有以下3町1村。
- 惠須取町
- 珍内町
- 塔路町
- 鵜城村

在法律上于1949年6月1日国家行政組織法施行后廢除。